# 日本新教連盟
日本新教連盟（にほんしんきょうれんめい）は聖書信仰に立った交わりと協力のために、1948年5月に設立された団体。教会学校の教案誌も作っていた。
有力な教団の、日本基督改革派教会や日本バプテスト連盟が加盟しなかったので、超教派として不十分だった。

## 設立に関わった人
- 蔦田二雄
- 舟喜麟一
- 常葉隆興
- 松田政一
- 谷口茂寿
- 長谷川真太郎
- 熊野清樹